# Gergye Roland
Gergye Roland (Kaposvár, 1993. február 24. –) magyar röplabdázó, jelenleg a Paris Volley Universite Club nyitásfogadó-ütő posztú játékosa.

## Életrajz
Gergye Roland 2010 őszén került az utánpótlásból a Fino Kaposvár elsőszámú csapatába. 2013-ban Gergye a németországi VfB Friedrichshafen röplabdacsapathoz igazolt. 2015-ben igazolt a franciaországi Beauvais Oise UC röplabdacsapathoz. Gergye Roland 2016-tól a franciaországi Paris Volley játékosa.